# Ferdinand von Strantz
Ferdinand von Strantz (Breslau, Reino de Prusia, 31 de julio de 1821 - Berlín, Imperio alemán, 25 de octubre de 1909) fue un militar alemán, actor de teatro, director de teatro, cantante y director de ópera.

## Biografía

### Origen
Ferdinand Karl Friedrich Felix von Strantz provenía de una familia noble de Brandeburgo, que originalmente emigró de Turingia .  Fue el tercer hijo del teniente coronel prusiano Ludwig von Strantz (1780-1856) y su esposa Charlotte Antoinette Lucie, de soltera condesa von Maltzahn (1796-1834).

### Carrera
Siguiendo la tradición familiar, primero se convirtió en oficial y ascendió a segundo teniente en la 2ª División de Fusileros del Ejército Prusiano . Sin embargo, pronto se dio cuenta de que ser militar no era compatible con sus inclinaciones musicales y artísticas. Por lo tanto dejó el servicio militar y comenzó una carrera como actor y cantante. Pronto estas actividades por sí solas ya no fueron suficientes para él. Comenzó a cambiar a la profesión de director y a representar obras de teatro y óperas él mismo. Llegó a ser director del Teatro de la Ciudad de Leipzig y finalmente director de la Ópera de la Corte Real de Berlín . Además de sus actividades profesionales, poseía la mitad de la finca Schmölen cerca de Wurzen . El 22 de enero de 1882 se le concedió la Orden del Águila Roja por sus servicios .

### Familia
Su primera esposa se convirtió en la cantante Auguste Zehner (1830-1879) en Londres en 1850. Después del divorcio, se casó con Emma von Nemeth (1833–1859) de Pest el 7 de mayo de 1854 . El matrimonio produjo los hijos Ferdinand Edmund Ludwig (1855-1916) y Gustav Edmund Friedrich (* 1857). Después de la temprana muerte de su segunda esposa, Strantz se casó con Johanna Ida Hering (1852–1879) en Berlín el 12 de octubre de 1876. Como ella también murió joven, se casó con la actriz de Hamburgo Anna Führing (1866-1929) el 8 de febrero de 1888 . De este matrimonio nació Wally Wilhelmine Anna (1889-1945), quien se casó con Bernhard Strauss.

### Muerte y entierro
Ferdinand von Strantz murió en Berlín en 1909 a la edad de 88 años. Fue enterrado en el Cementerio III de la Iglesia de Jerusalén y Nueva frente a Hallesches Tor . La tumba no se ha conservado.